# Марин Бечић
Марин Бечић (итал. Marino Bechichemo; алб. Marin Beçikemi) (Скадар, 1468 — Падова, 1526) био је млетачко-албански дипломата, хуманиста и латиниста, католичке вероисповести, пореклом из српског приморског племена Паштровићи. Велики део свог живота је провео у градовима Бреши, Мантови и Падови. Своја дела је писао углавном на латинском језику, а чувају се у Млетачкој библиотеци Марцијана и Ватиканској библиотеци.

## Биографија
Место Мариновог рођења није познато, али се претпоставља да је рођен у граду Скадру 1468. године. Породица је била дипломатска, српског порекла из суседних Паштровића из околине данашње Будве. Његов отац Марин, био је дипломата Млетачке републике код Османлија, а деда Петар албански посланик у Млецима. Након пада Скадра под турску власт 1477, родитељи му одлазе у заробљеништво, а Марин напушта Скадар и одлази прво у Улцињ, а након тога у Брешу у Италији. Тамо је усавршио латински и грчки језик. Касније, 1484. године одлази у Улцињ где се оженио у угледној породици Дабро. 1492. године, на позив Већа умољених, он одлази у Дубровник. Тамо је био ректор школе и спријатељио се са дубровачким песником Иваном Гучетићем. Након четири године, напушта Дубровник и одлази у Напуљ где је био дипломата за Млетке.
Године 1500, Марин постаје пуноправни држављанин Млетачке републике и убрзо отвара хуманистичку школу. 1501. године, прихватио је да буде катедри у универзитету Бреши, где штампа своја прва значајнија дела, попут збирке Observationum collectanea in primum Historiae naturali librum (1504–1506). У Млецима борави пуних 17 година, а након тога одлази у Падову где је био наставник реторике. Рачунајући на професуру у Мантови, написао је дело које је представљало похвалу Мантовским владарима и писцима. Такође, у Млецима је одржао многе говоре, од којих су неки и записани и одштампани. Његова дела се чувају у Млетачкој библиотеци Марцијана и у Ватиканској библиотеци. Умро је у Падови, 1526. године.

## Књижевни рад
Маринов књижевни опус се састоји из различитих књижевних дела и говора који су одштампани. У време док је био у Бреши, сем збирке споменуте горе, написао је и друга дела попут Collectanea in Plinium, Artificium Orationum Ciceronis, Centuriae tres Variarum Observationum, Adnotationes Virgilianae, Observationes in Livium et Fabium, Commentarii in Persium и In Libros de Oratore et Rhetoricos Ciceronis. У Бреши 1503. године, штампано му је дело In Primum Plinii observationum librum collectanea, а 1504. године, Variarum observationum collectanea.